# Велесница (Брестская область)
Ве́лесница (бел. Велясніца) — деревня в Пинском районе Брестской области Беларуси. Входит в состав Мерчицкого сельсовета. Расположена в 6 км от автодороги Ивацевичи — Пинск — Столин (Р-6) и в 23 км от города Пинск, недалеко от берега реки Ясельда. По переписи населения 2019 года в деревне насчитывалось 48 жителей. 

## История
- 1503 год — первое упоминание, пинский князь Федор Ярославович жалует дворище в Велеснице члену рады Федору Щепе.
- 1524 год — право на прежние владения Федору Щепе подтверждает королева Бона.

После смерти Щепы дворища переходят вдове Светохне Причине, затем сыну от первого брака (с Мариной Анцушкович) Николаю. Велесница неоднократно упоминается в «Писцовой книге Пинского и Клецкого княжеств».
- Середина XVII века — является собственностью пинских иезуитов.
- Около 1780 года — Велесницу и Холожин приобретает генерал Петр Твардовский, который позже становится основателем местной линии рода.

Утрачен одноэтажный дворец в стиле классицизма, построенный П. Твардовским в конце XVIII века
- Первая мировая война — через Велесницу проходит линия фронта, имение сожжено вместе с имуществом и хозяйственными постройками. Сгорает Николаевская церковь, основанная Твардовским.
- Июнь 1944 года — фашистами уничтожено 46 дворов, убит 1 человек.

## Инфраструктура
Функционируют сельский Дом культуры, библиотека, магазин, баня. 

## Достопримечательности
- Памятник сожженным деревням Велесница и Рудка (1968 год), который расположен около сельского Дома культуры.

#### Утраченное наследие
- Усадьба Твардовских